# Nicola Larini
Nicola Larini ( Camaiore, Toskana, Italija, 19. ožujka 1964. ) je talijanski vozač automobilističkih utrka.
Utrkivanje je započeo 1983. u Formuli Italia, da bi se sljedeće sezone prebacio u Formulu Abarth. Naslov prvaka u talijanskoj Formuli 3 osvaja 1986. u Dallarinom bolidu, a sljedeće godine se natječe u Formuli 3000.
U Formuli 1 je nastupao od 1987. do 1997., a najbolji rezultat mu je drugo mjesto na VN San Marina 1994., kada je mijenjao ozlijeđenog Jeana Alesija u Ferrariju.
Italian Touring Car Championship prvenstvo osvaja 1992., a sljedeće sezone postaje prvak Deutsche Tourenwagen Meisterschaft serije.

## Vanjske poveznice
- Nicola Larini - Stats F1